# Shapley 1
Shapley 1 (en ook bekend als Sp 1 of PLN 329+2.1) is een cirkelringvormige planetaire nevel in het sterrenbeeld Winkelhaak met een magnitude van +12,6. Vanaf de Aarde lijkt de nevel op torus. De nevel heeft een diameter van ongeveer 1,1 boogminuut.
De nevel werd ontdekt in 1936 door de Amerikaanse astronoom Harlow Shapley en ligt ongeveer 1000 lichtjaar van de Aarde verwijderd. In het centrum van deze nevel ligt een witte dwerg van magnitude 14.